# Agda Paulina Olsson
Agda Paulina Olsson, född 23 februari 1900 i Hyllie församling i dåvarande Malmöhus län, död 10 november 1987 i Limhamns församling i samma län, var en svensk banktjänsteman, tecknare och målare. 
Olsson studerade konst vid Skånska målarskolan i Malmö 1953–1955. 
Hon utförde 1956 ett antal illustrerande gouacher på Malmö museis avdelning för fiskerinäringen.
Med ett par akvareller har hon illustrerat Malmö fornminnesförenings årsskrift 1958 publicerade uppsats Limhamn som fiskeläge.  
Hennes konst bestod av landskap, stilleben, porträtt och figurer i olja, teckning eller pastell.
Hon var dotter till fiskaren Anders Olsson och Hilma Hansson. Hon avled ogift.